# Збройні сили Габону
Африканська країна Габон має маленькі, професійні збройні сили приблизно з 5,000 особового складу, розділеного на сухопутні війська, військово-морські сили, повітряні сили, жандармерію та національну поліцію. Збройні сили Габону орієнтовані на захист країни і не проходили навчань по наступальним діям. Добре тренована та добре оснащена гвардія з 1,800 особового складу забезпечує охорону президента.